# Pristimera breteleri
Espèce
Statut de conservation UICN

 CR B1ab(iii)+2ab(iii) : 
En danger critique
Pristimera breteleri N.Hallé est une espèce de plantes de la famille des Celastraceae et du genre Pristimera, endémique du Cameroun.

## Étymologie
Son épithète spécifique breteleri rend hommage au botaniste Franciscus Jozef Breteler, collecteur de la plante.

## Description et distribution
C'est une liane dépassant 5 m de longueur. Elle est assez proche de Pristimera biholongii, récoltée par le même collecteur, le même jour au même endroit, près de Yaoundé, mais s'en distingue par certains caractères floraux spécifiques, les pétales et le disque.
Du fait de sa très grande rareté et de sa proximité avec la ville de Yaoundé, elle figure sur la liste rouge de l'UICN en tant qu'espèce « en danger critique d'extinction ».